# Vasily Podkolzin
Vasily Podkolzin (Moscú, Rusia, 24 de junio de 2001) es un jugador profesional ruso de hockey sobre hielo que se desempeña en la posición de extremo derecho en Vancouver Canucks, equipo de la National Hockey League (NHL).

## Carrera
Fue seleccionado en la primera ronda en la NHL Entry Draft de 2019. En 2021 hizo su debut profesional con el equipo Vancouver Canucks, donde lleva jugando dos temporadas.